# Campeonato de España Short Track 2024
El LX Campeonato de España Absoluto Short Track se disputó entre los días 16 y 18 de febrero de 2024 en el Recinto Ferial Expourense de Orense.

## Resultados
Claves:
 = Récord nacional

 = Récord de los campeonatos

 = Mejor marca personal

 = Mejor marca de la temporada

### Hombres
| Prueba              |                                                                         |                                                                       |                                                                                              |
| ------------------- | ----------------------------------------------------------------------- | --------------------------------------------------------------------- | -------------------------------------------------------------------------------------------- |
| 60 m                | Sergio López Gestaner Atlética Alcantarilla 6.64                        | Guillem Crespí Barcelona At. 6.70                                     | Bernat Canet Cornellá At. 6.71                                                               |
| 200 m               | Adrià Alfonso Facsa - Playas de Castellón 20.94                         | Daniel Rodríguez Facsa - Playas de Castellón 21.03                    | Andoni Calbano Real Sociedad 21.21                                                           |
| 400 m               | Óscar Husillos C.A. Adidas 45.58                                        | David García Zurita At. Badajoz 46.98                                 | Manuel Guijarro Facsa - Playas de Castellón 47.11                                            |
| 800 m               | Mariano García New Balance Team 1:47.27                                 | Mohamed Attaoui Independiente 1:47.81                                 | Adrián Ben C.A. Adidas 1:47.83                                                               |
| 1500 m              | Adel Mechaal Asics Running 3:43.37                                      | Carlos Sáez Atletismo Albacete 3:44.48                                | Mario García Romo Independiente 3:44.56                                                      |
| 3000 m              | Adel Mechaal Asics Running 8:15.61                                      | Sebastián Martos HOKA 8:16.97                                         | Abderrahman El Khayami Facsa - Playas de Castellón 8:17.56                                   |
| 60 m vallas         | Asier Martínez CD Nike Running 7.53                                     | Enrique Llopis C.A. Adidas 7.58                                       | Carlos Osés C.A. Siurell-Sa Sini 7.71                                                        |
| Salto de altura     | Carlos Rojas Unicaja Jaén Paraíso Interior 2,20                         | Ignacio Bernardo Atletismo Numantino 2,16                             | Eneko Larrea Real Sociedad David González Image FDR 2,14                                     |
| Salto con pértiga   | Isidro Leyva Trops-Cueva de Nerja 5,45                                  | Aleix Pi FC Barcelona 5,45                                            | Artur Coll CA Fent Camí Mislata 5,40                                                         |
| Salto de longitud   | Iker Arotzena Super Amara BAT 7,66                                      | Fabián Mesa Unicaja Jaén Paraíso Interior 7,47                        | Ferrán Ramírez Facsa - Playas de Castellón 7,34                                              |
| Triple salto        | Pablo Torrijos Facsa - Playas de Castellón 16,02                        | Eneko Carrascal Real Sociedad 15,97                                   | Ramón Adalia Cornellà At. 15,80                                                              |
| Lanzamiento de peso | José Ángel Pinedo CA Fent Camí Mislata 20,06                            | Carlos Tobalina FC Barcelona 19,99                                    | Miguel Gómez Facsa - Playas de Castellón 19,31                                               |
| Heptatlón           | Jorge Ureña Independiente 5885 7.00/7,28/14,28/1,96// 7.94/4,75/2:48.68 | Pol Ferrer Cornellá At. 5810 6.97/7,23/15,66/1,90// 8.20/4,45/2:44.33 | Gerson Izaguirre Unicaja Jaén Paraíso Interior 5680 7.08/7,13/14,17/1,93// 8.20/4,45/2:55.22 |

### Mujeres
| Prueba              |                                                             |                                                                             |                                                                       |
| ------------------- | ----------------------------------------------------------- | --------------------------------------------------------------------------- | --------------------------------------------------------------------- |
| 60 m                | Jaël Bestué C.A. Adidas 7.22                                | María Isabel Pérez Independiente 7.30                                       | Alba Borrero FC Barcelona 7.35                                        |
| 200 m               | Esther Navero Facsa - Playas de Castellón 23.34             | Esperança Cladera Valencia Club Atletismo 23.38                             | Paula Sevilla Facsa - Playas de Castellón 23.40                       |
| 400 m               | Eva Santidrián Facsa - Playas de Castellón 52.69            | Carmen Avilés Facsa - Playas de Castellón 53.23                             | Blanca Hervás Valencia Club Atletismo 53.25                           |
| 800 m               | Lorea Ibarzabal CD Nike Running 2:05.99                     | Lorena Martín New Balance Team 2:06.51                                      | Zoya Naumov New Balance Team 2:06.74                                  |
| 1500 m              | Esther Guerrero New Balance Team 4:21.81                    | Marta Pérez C.A. Adidas 4:23.33                                             | Marina Martínez New Balance Team 4:30.16                              |
| 3000 m              | Marta García Independiente 8:54.96                          | Águeda Marqués C.A. Adidas 8:56.43                                          | María Forero Independiente 9:02.51                                    |
| 60 m vallas         | María Vicente CD Nike Running 8.06                          | Xènia Benach Valencia Club Atletismo 8.21                                   | Carmen Sánchez Piélagos 8.26                                          |
| Salto de altura     | Una Stancev Trops-Cueva de Nerja 1,84                       | Saleta Férnandez Valencia Club Atletismo 1,82                               | María Vicente CD Nike Running 1,80                                    |
| Salto con pértiga   | Malen Ruiz de Azúa Valencia Club Atletismo 4.30             | Andrea San José Facsa - Playas de Castellón 4.25                            | Ana Carrasco Las Celtíberas de Soria 4.25                             |
| Salto de longitud   | Fátima Diame C.A. Adidas 6,56                               | Tessy Ebosele C.A. Adidas 6,34                                              | Evelyn Yankey Valencia Club Atletismo 6,29                            |
| Triple salto        | Ana Peleteiro C.A. Adidas 14,32                             | Naroa Furundarena Ostadar S.K.T. 12,81                                      | Ana Estrella de León San Juan Aznalfarache 12,73                      |
| Lanzamiento de peso | Belén Toimil Playas de Castellón 18,23                      | Mónica Borraz FC Barcelona 15,16                                            | Eva Cuenca Atletismo Alcorcón 14,43                                   |
| Pentatlón           | Andrea Medina A.D. Sprint 4184 8.60/1.70/13.23/5.71/2:19.63 | Sofía Cosculluela Valencia Club Atletismo 4168 8.40/1.64/12.77/6.15/2:26.47 | Laura Aguilera Trops-Cueva de Nerja 4058 8.80/1.67/11.28/5.92/2:18.14 |

1. ↑  23.13  en semifinales
2. ↑  Empatada con la atleta cubana Aslin Quiala, que participaba fuera de concurso

## Récords batidos
Anexo: Récords de los campeonatos
| Tipo                       | Sexo    | Prueba              | Marca            | Atleta  | Club                        |
| -------------------------- | ------- | ------------------- | ---------------- | ------- | --------------------------- |
| Récords de España          | No hubo | No hubo             | No hubo          | No hubo | No hubo                     |
| Récords de los campeonatos | Mujeres | 200 metros (sf)     | Paula Sevilla    | 23.13   | Facsa - Playas de Castellón |
| Récords de los campeonatos | Mujeres | Lanzamiento de peso | Belén Toimil     | 18.23   | Facsa - Playas de Castellón |
| Récords de España sub-23   | No hubo | No hubo             | No hubo          | No hubo | No hubo                     |
| Récords de España sub-20   | Hombres | 60 m (sf)           | Pol Elvira       | 6.68    | FC Barcelona                |
| Récords de España sub-18   | Hombres | 60 m (sf)           | Samuel Rodríguez | 6.75    | Val. Martín Berlanas        |

## Otras estadísticas
Otras estadísticas o efemérides del Campeonato de España Short Track 2024:
- Hubo 516 atletas inscritos (aunque alguno causó baja a última hora) para un total de 532 inscripciones, siendo 266 mujeres y otros 266 hombres. La discrepancia de número se debe a que 14 atletas participaron en dos pruebas y una, María Vicente, en tres.
- El atleta con más ediciones seguidas ocupando el podio fue Carlos Tobalina, medallista en todas las ediciones desde 2012 en lanzamiento de peso. En mujeres fue Esther Guerrero, medallista en todas las ediciones desde 2014 en 800 m o 1500 m.
- La campeona de España más antigua que participó en el campeonato fue Natalia Romero, campeona de España de 400 m en la edición de 2009 (en 2024 compitió en 800 m). En hombres, el campeón más antiguo fue Eusebio Cáceres, campeón de salto de longitud en la edición de 2011.
- La medallista más antigua que volvió a participar en 2024 fue Raquel Álvarez, bronce en salto de altura en la edición de 1999. En categoría masculina fue de nuevo Eusebio Cáceres, bronce en salto de longitud en el campeonato de 2008.
- Las 26 pruebas del campeonato contaron con la presencia de al menos un campeón anterior, aunque en 7 de ellas no estaba el de 2023.
- La atleta participante que debutó hace más tiempo fue Alejandra Gálvez, que participó en el pentatlón de la edición de 1994, aunque aquí tomó parte en los 1500 m.
- En dos pruebas participaron cuatro antiguos campeones de España, las dos de 800 m. En hombres estaban Saúl Ordóñez, Álvaro de Arriba, Pablo Sánchez-Valladares y Mariano García, mientras que en mujeres participaron Lorea Ibarzabal, Lorena Martín, la citada Natalia Romero y Zoya Naumov.
- La campeona de España más veterana fue Esther Guerrero, campeona de 1500 m con 34 años recién cumplidos. En categoría masculina fue José Ángel Pinedo, campeón de lanzamiento de peso con 33 años y 6 meses de edad. Era la primera vez que Pinedo se proclamaba campeón de España.
- El medallista de más edad fue Carlos Tobalina, medalla de plata en lanzamiento de peso con 38 años y 6 meses de edad. En categoría masculina fue la mencionada Esther Guerrero, oro en 1500 m.
- La atleta participante de más edad fue la antes citada Alejandra Gálvez, con 46 años, en 1500 m. En categoría masculina fue el lanzador de peso Pedro José Pernías de 43 años y que, pese a su edad, debutaba en el campeonato en esta edición.
- La campeona de España más joven fue Una Stancev, campeona en salto de altura con 21 años y 5 meses de edad. En categoría masculina fue Adrià Alfonso, campeón de 200 m con 21 años y 7 meses. Se da la circunstancia de que ambos revalidaron su título del año anterior.
- La medallista más joven de la competición fue Ana Estrella de León, que ganó la medalla de bronce en triple salto con 15 años y 10 meses de edad. En categoría masculina fue David García Zurita, medalla de plata en 400 m con 18 años y 8 meses.
- La atleta más joven fue Daniela Sierra, con 15 años y 1 mes, en 1500 m. En hombres, el más joven fue Samuel Rodríguez, que con 17 años y 1 mes logró llegar a la final de los 60 m.
- Hubo muchos casos de atletas cuyo padre o madre (a veces, ambos) habían tomado parte anteriormente en el campeonato, pero por primera vez en la historia participaron una madre y su hija en la misma edición. Además, corrieron en la misma carrera: las antes mencionadas Alejandra Gálvez y Daniela Sierra se enfrentaron en la primera eliminatoria de 1500 m.[3]
- También por primera vez estaba inscrita una atleta, Lucía Carrillo, cuya abuela, Albina Gallo, había tomado parte anteriormente en el campeonato. Gallo fue campeona de España de 50 m en 1969. Sin embargo, Carrillo fue baja a última hora y no llegó a participar.

## Medallero

### Comunidades autónomas
| Comunidad autónoma   |   |   |   | TOTAL |
| -------------------- | - | - | - | ----- |
| Cataluña             | 5 | 5 | 5 | 15    |
| Comunidad de Madrid  | 3 | 4 | 5 | 12    |
| País Vasco           | 3 | 4 | 3 | 10    |
| Castilla y León      | 3 | 4 | 2 | 9     |
| Andalucía            | 3 | 3 | 4 | 10    |
| Comunidad Valenciana | 3 | 1 | 4 | 8     |
| Galicia              | 2 | 1 | 1 | 4     |
| Región de Murcia     | 2 | - | - | 2     |
| Islas Baleares       | 1 | 1 | 1 | 3     |
| Navarra              | 1 | - | - | 1     |
| Asturias             | - | 1 | - | 1     |
| Extremadura          | - | 1 | - | 1     |
| Cantabria            | - | 1 | - | 1     |
| Castilla-La Mancha   | - | - | 2 | 2     |
| Canarias             | - | - | - | 0     |
| La Rioja             | - | - | - | 0     |
| Aragón               | - | - | - | 0     |

### Clubes
| Clubes                         |   |   |   | TOTAL |
| ------------------------------ | - | - | - | ----- |
| Facsa - Playas de Castellón    | 5 | 3 | 6 | 14    |
| C.A. Adidas                    | 4 | 4 | 1 | 9     |
| CD Nike Running                | 3 | - | 1 | 4     |
| Independientes                 | 2 | 2 | 2 | 6     |
| New Balance Team               | 2 | 1 | 2 | 5     |
| Trops-Cueva de Nerja           | 2 | - | 1 | 3     |
| Asics Running                  | 2 | - | - | 2     |
| Valencia Club Atletismo        | 1 | 4 | 2 | 7     |
| Unicaja Jaén Paraíso Interior  | 1 | 1 | - | 2     |
| CA Fent Cami Mislata           | 1 | - | 1 | 2     |
| A.D. Sprint                    | 1 | - | - | 1     |
| Super Amara BAT                | 1 | - | - | 1     |
| Gestaner Atlética Alcantarilla | 1 | - | - | 1     |
| FC Barcelona                   | - | 3 | 1 | 4     |
| Real Sociedad                  | - | 1 | 2 | 3     |
| Cornellá At.                   | - | 1 | 2 | 3     |
| HOKA                           | - | 1 | - | 1     |
| At. Badajoz                    | - | 1 | - | 1     |
| Barcelona At.                  | - | 1 | - | 1     |
| Ostadar S.K.T.                 | - | 1 | - | 1     |
| Atletismo Albacete             | - | 1 | - | 1     |
| Atletismo Numantino            | - | 1 | - | 1     |
| San Juan Aznalfarache          | - | - | 1 | 1     |
| Image FDR                      | - | - | 1 | 1     |
| Piélagos                       | - | - | 1 | 1     |
| C.A. Siurell-Sa Sini           | - | - | 1 | 1     |
| Las Celtíberas de Soria        | - | - | 1 | 1     |
| Atletismo Alcorcón             | - | - | 1 | 1     |

1. ↑  Atletas que no pertenecen a ningún club